# نادي مريدا
كان نادي بوليديبورتيفو ميريدا (بالإسبانية: Club Polideportivo Mérida) فريقًا إسبانيًا لكرة القدم مقره في ميريدا، في مقاطعة إكستريمادورا.
بعد أن لعب موسمين في الدوري الأسباني (1995–96 و1997–98)، تم حل النادي في عام 2000، بسبب الديون الاقتصادية الكبيرة. تغير اسم النادي الذي حل مكانه إلى اتحاد ميريدا الرياضي (بالإسبانية: Mérida Unión Deportiva، وتختصر إلى Mérida UD).

## التاريخ
تأسس الفريق عام 1912 تحت اسم Sportiva Emeritense. أصبح واحد من الفرق الأولى من إكستريمادورا للعب كرة القدم المحترفة. بدأ النادي في لعب كرة القدم لأول مرة في عام 1943، عندما تم قبوله في الدرجة الثالثة. أمضوا أربع سنوات هناك، وبعد ذلك تم إسقاط الفريق في الدوريات الإقليمية لمدة عامين. عاد ميريدا إلى الدرجة الثالثة في عام 1949. بعد 12 عامًا في الدرجة الثالثة، هبط ميريدا مرة أخرى إلى الدرجة الرابعة في عام 1961، ولكن لمدة عام واحد فقط. حتى عام 1980، استمر الفريق في التناوب بين الدرجتين الثالثة والرابعة.
في عام 1980، روجت ميريدا لأول مرة إلى الطبقة الثالثة الإسبانية التي تم إنشاؤها حديثًا - الدرجة الثانية بي. عادوا إليها في عام 1989، حيث مكثوا لمدة موسمين. تعتبر الفترة من 1990 بشكل عام «العصر الذهبي» في تاريخ ميريدا.
صعد الفريق إلى الدرجة الثانية للمرة الأولى على الإطلاق في عام 1991، عندما حلوا في المركز الرابع في الدرجة الثانية بي. تبع ثلاثة مواسم قوية أخر وتمكن الفريق من الفوز بالدرجة الثانية والصعود إلى الدوري الإسباني لأول مرة عام 1995. كان موسم 1995–96 من الدوري الأسباني صعبًا وانتهى بالهبوط لميريدا. لكنهم عادوا إلى النخبة بعد ذلك بموسم 1997–98 من الدوري الأسباني. ومع ذلك، لم يتمكن الفريق من تجنب الهبوط مرة أخرى، وهبط إلى الدرجة الثانية مرة أخرى.
بعد موسمين لائقين في الدرجة الثانية، أعلن أصحاب ميريدا إفلاسهم وانسحب الفريق في عام 2000. نادي خلف اسمه Merida UD . تم ذلك بشكل رئيسي من قبل مشجعي النادي الأصلي، الذين أرادوا الحفاظ على إرث وتقاليد النادي القديم، حيث تركت المدينة بدون ناد محترف.
اعتبارًا من عام 2019، كان نادي ميريدا ونادي إكستريمادورا هما الفريقان الوحيدان من إكستريمادورا الذين لعبوا كرة القدم في الدوري الإسباني.

## خلفية النادي
- Sportiva Emeritense   - (1912–1920)
- نادي كاتالانيس   - نادي MZA   - (1920–21)
- نادي Emerita   - (1921–1936)
- الحرب الأهلية الإسبانية   - لا فريق   - (1936-1939)
- SD Emeritense SD   - (1939–1966)
- Mérida Industrial CF   - (1966–1985)
- نادي ميريدا   - (1985-2000)
- Mérida UD   - (1990-2013)
- Mérida AD  - (2013 – حتى الآن)

## مواسم
| الموسم  | قطاع   | مكان       | كوبا ديل ري |
| ------- | ------ | ---------- | ----------- |
| 1943/44 | 3ª     | العاشر     |             |
| 1944/45 | 3ª     | الثامن     |             |
| 1945/46 | 3ª     | العاشر     |             |
| 1946/47 | 3ª     | سابع       |             |
| 1947/48 | إقليمي | -          |             |
| 1948/49 | إقليمي | -          |             |
| 1949/50 | 3ª     | السادس عشر |             |
| 1950/51 | 3ª     | التاسع     |             |
| 1951/52 | 3ª     | الرابع     |             |
| 1952/53 | 3ª     | التاسع     |             |
| 1953/54 | 3ª     | الرابع     |             |
| 1954/55 | 3ª     | الثانية    |             |
| 1955/56 | 3ª     | ثالثًا      |             |
| 1956/57 | 3ª     | الأول      |             |
| 1957/58 | 3ª     | الرابع     |             |
| 1958/59 | 3ª     | الحادي عشر |             |

| الموسم    | قطاع   | مكان       | كوبا ديل ري |
| --------- | ------ | ---------- | ----------- |
| 1959/60   | 3ª     | الرابع     |             |
| 1960/61   | 3ª     | 15         |             |
| 1961/62   | إقليمي | -          |             |
| 1962/63   | 3ª     | التاسع     |             |
| 1963/64   | 3ª     | الحادي عشر |             |
| 1964/65   | 3ª     | التاسع     |             |
| 1965/66   | 3ª     | التاسع     |             |
| 1966/67   | 3ª     | السادس     |             |
| 1967/68   | 3ª     | الرابع     |             |
| 1968/69   | 3ª     | العاشر     |             |
| 1969/70   | 3ª     | سابع       |             |
| 1970/71   | 3ª     | 17         |             |
| من 71-72  | إقليمي | -          |             |
| إلى 75-76 | إقليمي | -          |             |
| 1976/77   | 3ª     | 15         |             |
| 1977/78   | 3ª     | الثامن     |             |

| الموسم  | قطاع | مكان       | كوبا ديل ري |
| ------- | ---- | ---------- | ----------- |
| 1978/79 | 3ª   | الرابع     |             |
| 1979/80 | 3ª   | الأول      |             |
| 1980/81 | 2ªب  | الثامن عشر |             |
| 1981/82 | 3ª   | الثانية    |             |
| 1982/83 | 3ª   | السادس     |             |
| 1983/84 | 3ª   | السادس     |             |
| 1984/85 | 3ª   | الرابع     |             |
| 1985/86 | 3ª   | سابع       |             |
| 1986/87 | 3ª   | ثاني عشر   |             |
| 1987/88 | 3ª   | الثانية    |             |
| 1988/89 | 3ª   | الأول      |             |
| 1989/90 | 2ªب  | الثامن     |             |

| الموسم    | قطاع | مكان            | كوبا ديل ري |
| --------- | ---- | --------------- | ----------- |
| 1990/91   | 2ªب  | الرابع          |             |
| 1991/92   | 2ª   | سابع            |             |
| 1992/93   | 2ª   | التاسع          |             |
| 1993/94   | 2ª   | التاسع          |             |
| 1994/1995 | 2ª   | الأول           |             |
| 1995/96   | 1ª   | الحادي والعشرون |             |
| 1996/1997 | 2ª   | الأول           |             |
| 1997/1998 | 1ª   | التاسع عشر      |             |
| 1998/1999 | 2ª   | العاشر          |             |
| 1999/00   | 2ª   | السادس          |             |

- 2 مواسم في الدوري الاسباني
- 7 مواسم في الدرجة الثانية
- 3 مواسم في الدرجة الثانية بي
- 37 موسماً في الدرجة الثالثة